# Bernd Johannsen

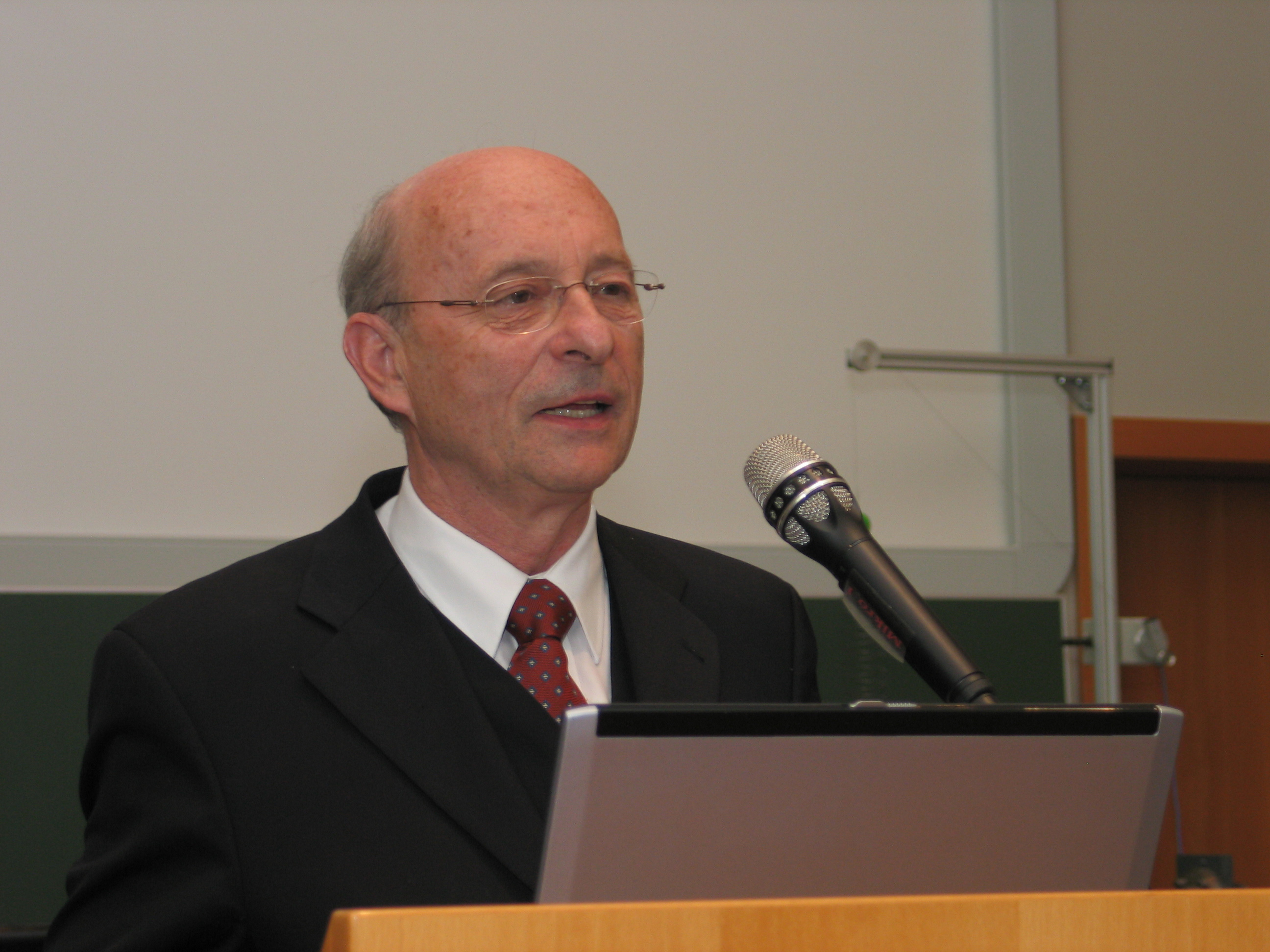
Bernd Johannsen im Hörsaal des Forschungszentrums Rossendorf (2006)

Bernd Johannsen (* 27. Mai 1939 in Salzwedel) ist ein deutscher Chemiker. Er war von 2003 bis 2006 Wissenschaftlicher Direktor des Forschungszentrums Rossendorf.

## Leben und Wirken
Bernd Johannsen studierte von 1957 bis 1963 Chemie an der Technischen Universität Dresden und promovierte 1966 auf proteinchemischem Gebiet.
Von 1963 bis 1966 war er Assistent am Institut für Biochemie und Lebensmittelchemie an der TU Dresden, von 1966 bis 1982 Wissenschaftlicher Mitarbeiter und später Arbeitsgruppenleiter im Zentralinstitut für Kernforschung (ZfK) Rossendorf. Sein Arbeitsschwerpunkt lag auf radiopharmazeutischen Arbeiten.
Seine Habilitation auf radiopharmazeutischem Gebiet schloss er 1981 und den Postgradualabschluss Fachchemiker der Medizin 1982 ab. Die Lehrbefähigung (Facultas Docendi) wurde ihm im Jahr 1984 verliehen.
Von 1982 bis 1991 leitete er die Abteilung Radiochemie/Radiopharmakologie der Klinik für Nuklearmedizin, Charité, Humboldt-Universität zu Berlin und wirkte als außerordentlicher Dozent für Nuklearmedizin. 1985/86 arbeitete er vier Monate als Gastwissenschaftler an der Johns Hopkins University Baltimore, USA.
1991 wurde er zum kommissarischen Leiter des Institutes für Bioanorganische und Radiopharmazeutische Chemie des Forschungszentrums Rossendorf berufen und leitete dieses Institut von 1993 bis 2003 als Direktor. Außerdem hatte er von 1994 bis 2004 eine C4-Professur für Bioanorganische und Radiopharmazeutische Chemie an der TU Dresden inne.
Von 2003 bis 2006 leitete er als Wissenschaftlicher Direktor das Forschungszentrum Rossendorf. In seine Zeit als Wissenschaftlicher Direktor fiel im Jahre 2005 die Eröffnung von OncoRay, dem Innovationskompetenzzentrum für medizinische Strahlenforschung in der Onkologie, in dem das Forschungszentrum Rossendorf, die TU Dresden und das Universitätsklinikum kooperieren. In seine Amtszeit fiel auch der weitere Ausbau und die Fertigstellung der Strahlungsquelle ELBE. Er veröffentlichte über 200 wissenschaftliche Publikationen.
Seit 2007 ist er Mitglied der Leibniz-Sozietät. Johannsen lebt in Dresden.
Von Johannsens wissenschaftlichen bzw. wissenschaftspolitischen Tätigkeiten in nationalen und internationalen Gremien sind besonders hervorzuheben:
- Ausländische Lehr- und Expertentätigkeit für die Internationale Atomenergie-Organisation (IAEA), u. a. in Österreich, Saudi-Arabien, Iran, Griechenland, Brasilien, Marokko, Algerien

- Lehrbeteiligung an der europäischen Nachdiplomausbildung „Radiopharmazeutische Chemie / Radiopharmazie“ der ETH Zürich

- Vorsitzender der Arbeitsgemeinschaft Radiochemie/Radiopharmazie der Deutschen Gesellschaft für Nuklearmedizin[2] (1992–2003)

- Mitglied der Forschungskommission des Paul Scherrer Instituts, Schweiz (bis 2006)

- Co-Editor der Zeitschrift  Nuclear Medicine and Biology (bis 2006)

## Auszeichnungen
Johannsen erhielt 1981 den Walter-Friedrich-Preis der Gesellschaft für Radiologie. Im Jahr 1990 wurde er mit dem Rudolf-Virchow-Preis, dem Wissenschaftspreis des Ministeriums für Gesundheitswesen der DDR ausgezeichnet. Seit 2006 ist Johannsen zudem Ehrenmitglied der Deutschen Gesellschaft für Nuklearmedizin.

## Schriften
- Hennig, K.; Franke, W.-G.; Woller, P.; Berger, R.; Johannsen, B.: Eine neue Methode zur Markierung roter Blutkörperchen mit Tc-99m und ihre klinische Bedeutung. In: Ergeb. klin. Nuklear Med. Schattauer Verlag, Stuttgart-New York 1971, S. 538–543.
- Johannsen, B.; Syhre, R.; Spies, H.; Münze, R.: Chemical and biological characterization of different Tc complexes of cysteine and cysteine derivatives. In: J. Nucl. Med. Band 19, 1978, S. 816–824.
- Bernd Johannsen, Hartmut Spies: Technetiumverbindungen, chemische und radiopharmakologische Untersuchungen unter besonderer Berücksichtigung von Technetium-Thiol-Komplexen. ZfK, Rossendorf 1981 (213 S.).
- Bernd Johannsen: Radiopharmakologie. ZfK, Rossendorf 1983 (126 S.).
- Johannsen, B.; Narasimhan, D. V. S.: Preparation of kits for 99mTc radiopharmaceuticals. In: IAEA-TECDOC-649. 1992 (93 p.).
- Johannsen, B.; Berger, R.; Brust, P.; Pietzsch, H.-J.; Scheunemann, M.; Seifert, S.; Spies, H.; Syhre, R.: Structural modification of receptor-binding technetium-99m complexes in order to improve brain uptake. In: Eur. J. Nucl. Med. Band 24, 1997, S. 316–319, doi:10.1007/BF01728770.
- Johannsen, B.; Pietzsch, H.-J.: Bioactivity of small technetium complexes In: Technetium, Rhenium and Other Metals in Chemistry and Nuclear Medicine (Edited by Nicolini M., Mazzi U.). In: SGEditoriali Padova. 2002, S. 273–283.
- Johannsen, B.; Pietzsch, H.-J.: Development of technetium-99m-based CNS receptor ligands: have there been any advances? (Review-Article). In: European Journal of Nuclear Medicine and Molecular Imaging. Band 29, 2002, S. 263–275, doi:10.1007/s002590100652.